# Спенсер (Західна Вірджинія)
Спенсер (англ. Spencer) — місто (англ. city) в США, в окрузі Роун штату Західна Вірджинія. Населення — 2063 особи (2020).

## Географія
Спенсер розташований за координатами 38°48′10″ пн. ш. 81°21′12″ зх. д. / 38.80278° пн. ш. 81.35333° зх. д. (38.802825, -81.353270).  За даними Бюро перепису населення США в 2010 році місто мало площу 3,30 км², з яких 3,26 км² — суходіл та 0,04 км² — водойми.

## Демографія
Згідно з переписом 2010 року, у місті мешкали 2322 особи в 1005 домогосподарствах у складі 578 родин. Густота населення становила 703 особи/км².  Було 1180 помешкань (357/км²).
Расовий склад населення:
| - 97,5 % — білих - 0,3 % — азіатів - 0,1 % — корінних американців |

До двох чи більше рас належало 1,5 %. Частка іспаномовних становила 1,7 % від усіх жителів.
За віковим діапазоном населення розподілялося таким чином: 23,2 % — особи молодші 18 років, 58,3 % — особи у віці 18—64 років, 18,5 % — особи у віці 65 років та старші. Медіана віку мешканця становила 40,2 року. На 100 осіб жіночої статі у місті припадало 87,6 чоловіків;  на 100 жінок у віці від 18 років та старших — 81,8 чоловіків також старших 18 років.
Середній дохід на одне домашнє господарство  становив 32 030 доларів США (медіана — 22 453), а середній дохід на одну сім'ю — 43 645 доларів (медіана — 35 221). Медіана доходів становила 32 067 доларів для чоловіків та 27 981 долар для жінок. За межею бідності перебувало 30,8 % осіб, у тому числі 49,3 % дітей у віці до 18 років та 12,7 % осіб у віці 65 років та старших.
Цивільне працевлаштоване населення становило 667 осіб. Основні галузі зайнятості: освіта, охорона здоров'я та соціальна допомога — 38,8 %, роздрібна торгівля — 13,2 %, сільське господарство, лісництво, риболовля — 9,3 %, транспорт — 6,9 %.